# 2012년 하계 올림픽 루마니아 선수단
루마니아는 2012년 7월 27일부터 8월 12일까지 영국 런던에서 열린 제30회 하계 올림픽에 참가했다.

## 출전 선수
| 종목   | 남자 | 여자 | 전체 |
| ------ | ---- | ---- | ---- |
| 육상   | 2    | 15   | 17   |
| 복싱   | 1    | 1    | 2    |
| 카누   | 9    | 2    | 11   |
| 사이클 | 0    | 1    | 1    |
| 펜싱   | 4    | 4    | 8    |
| 체조   | 5    | 5    | 10   |
| 유도   | 3    | 3    | 6    |
| 조정   | 4    | 11   | 15   |
| 사격   | 1    | 1    | 2    |
| 수영   | 3    | 1    | 4    |
| 탁구   | 1    | 2    | 3    |
| 테니스 | 2    | 3    | 5    |
| 수구   | 13   | 0    | 13   |
| 역도   | 3    | 1    | 4    |
| 레슬링 | 2    | 0    | 2    |
| 전체   | 54   | 49   | 103  |

## 복싱
| 선수 | 세부 종목 | 64강           | 32강           | 16강           | 8강            | 준결승         | 결승           | 결승 |
| 선수 | 세부 종목 | 상대 선수 결과 | 상대 선수 결과 | 상대 선수 결과 | 상대 선수 결과 | 상대 선수 결과 | 상대 선수 결과 | 순위 |

## 수영
남자
| 선수 | 세부 종목   | 예선 | 예선 | 준결선 | 준결선 | 결선 | 결선      |
| 선수 | 세부 종목   | 기록 | 순위 | 기록   | 순위   | 기록 | 최종 순위 |
|      | 자유형 100m |      |      |        |        |      |           |

## 펜싱
여자
| 선수 (시드) | 세부 종목 | 32강전                  | 16강전                  | 8강전                   | 4강전                   | 결승 / 3,4위전          | 결승 / 3,4위전 |
| 선수 (시드) | 세부 종목 | 상대 선수 (시드) 스코어 | 상대 선수 (시드) 스코어 | 상대 선수 (시드) 스코어 | 상대 선수 (시드) 스코어 | 상대 선수 (시드) 스코어 | 순위           |

## 같이 보기
- 올림픽 루마니아 선수단